# Endless Space 2
Endless Space 2 è un videogioco strategico a turni di tipo 4X, sviluppato da Amplitude Studios. Sequel di Endless Space, uscito nel 2012, il gioco è stato reso disponibile attraverso l'accesso anticipato di Steam da ottobre 2016; in seguito è stato pubblicato il 18 maggio 2017.

## Modalità di gioco
All'inizio del gioco, il giocatore può scegliere tra una delle diverse razze, ognuna con le proprie peculiarità. Viene quindi dato il controllo di un nuovo impero, che deve espandersi tramite la conquista dei sistemi. Ogni sistema ha fino a 5 pianeti, con i suoi ambienti, clima, statistiche (cioè produzione, cibo, ecc.) e anomalie. Le anomalie possono essere esplorate usando una nave esploratrice e dare vantaggi o svantaggi all'intero sistema. Le statistiche del pianeta decidono in che modo i pianeti sono efficaci mentre l'ambiente determina se un pianeta è colonizzabile o meno. La capacità di colonizzare pianeti su diversi ambienti è sbloccata attraverso la ricerca. Ad ogni pianeta può anche essere assegnata una specializzazione, che fornisce vantaggi, con bonus aggiuntivi concessi in base al clima. Infine, il giocatore può costruire diverse strutture, che danno vantaggi a livello di sistema e possono essere costruite un numero illimitato di volte, con alcune eccezioni. Per raggiungere diversi sistemi, i giocatori devono seguire le linee stellari stabilite, a meno che non siano state studiate tecnologie speciali.